# Francisco Augusto Pereira da Costa
Francisco Augusto Pereira da Costa (Recife, 16 de dezembro de 1851 — 21 de novembro de 1923) foi um advogado, jornalista, historiador e político brasileiro.

## Biografia
Formou-se em Direito na Faculdade de Direito do Recife em 1891, já com 40 anos de idade, casado e com filhos.
Antes de formar-se advogado, atuou em outras profissões:
- funcionário de uma livraria;
- amanuense na repartição de Obras Públicas; na conservação dos portos;
- secretário de Governo do Piauí.

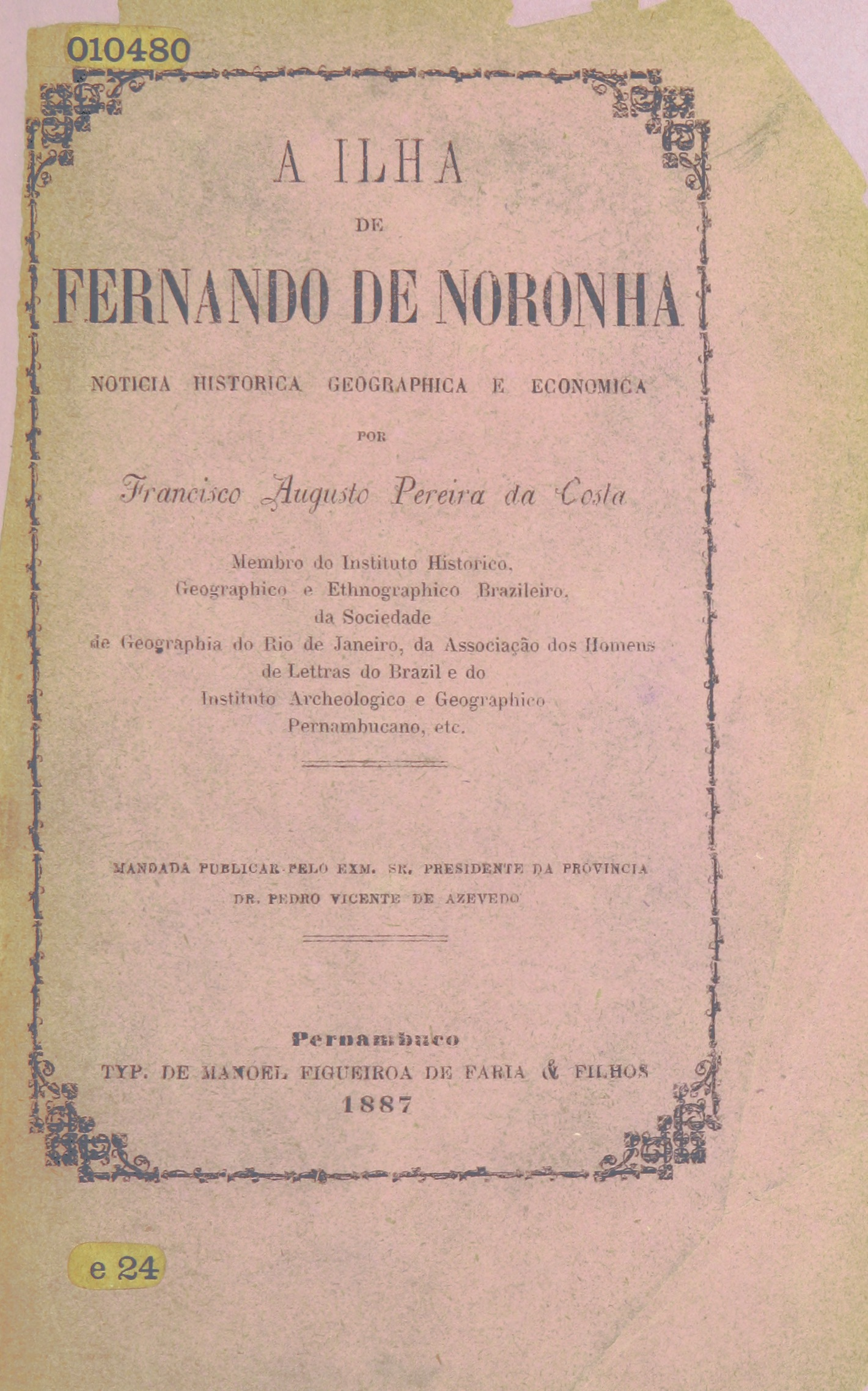
Uma de suas obras no acervo da Biblioteca Britânica.

Teve também as seguintes atuações, no campo da Cultura, literatura e política:
- Professor no Ginásio Pernambucano e no Liceu de Artes e Ofícios de Pernambuco;
- Membro do Conselho Municipal do Recife;
- Fundador da Academia Pernambucana de Letras, onde ocupou a cadeira nº 9 [1];
- Membro do Instituto Arqueológico, Histórico e Geográfico de Pernambuco;
- Membro do Instituto Histórico e Geográfico de Alagoas;
- Membro do Instituto Histórico e Geográfico do Ceará;
- Membro do Instituto Histórico e Geográfico da Paraíba;
- Membro do Instituto Histórico e Geográfico da Bahia;
- Membro do Instituto Histórico e Geográfico de São Paulo;
- Deputado estadual de Pernambuco, eleito em 1901.

## Obras publicadas
Publicou 192 trabalhos, entre os quais:
- Anais Pernambucanos;
- A Confederação do Equador;
- Dicionário biográfico de pernambucanos célebres;[2][3]
- Enciclopédia brasileira;
- Folclore pernambucano;
- Vocabulário pernambucano;
- Arredores do Recife;
- Bispos de Olinda;
- Viaturas coloniais;
- Ruas do Recife;
- As artes em Pernambuco;
- O governo holandês;
- O governo republicano de 1817
- Confederação do Equador;
- Governo de Pernambuco de 1821 a 1889.